# 25ª Squadriglia
La 25ª Squadriglia del Servizio Aeronautico del Regio Esercito volava con aerei Voisin III.

## Storia

### Prima guerra mondiale
Il 15 aprile 1916 con il cambio dei nomi delle squadriglie la 5ª Squadriglia da ricognizione e combattimento Voisin di Pozzuolo del Friuli del capitano Leopoldo de Rada del I Gruppo diventa 25ª Squadriglia Voisin con motori Salmson ed Isotta Fraschini.
A maggio il comando passa al Cap. Mario Stanzani, il 10 maggio il Sottotenente Mario Fucini ed il Cap. Djalma Juretigh sono attaccati da caccia ad Aisovizza ed il 25 maggio il S.Ten Ferruccio Marzari ed il Tenente Alfredo De Luce attaccano un Drachen (Pallone frenato) su Kostanjevica na Krasu.
Il 7 giugno il Ten. Camillo De Carlo ed il Sergente Giovanni Maria Ranucci lanciano manifestini in 4 lingue ed il 29 giugno Ranucci ed il Ten. osservatore Ignazio Lanza di Trabia lanciano frecce sul Drachen a Castagnevizza.
In data 28 luglio Fucini e Juretigh eseguirono una missione di bombardamento, conclusa nonostante il loro aereo fosse attaccato continuamente da una coppia di caccia nemici.
Il 2 ottobre 1916, il Ten. osservatore Giacomo Macchi insieme al pilota sergente Giuseppe Buffa, si distinse in una ricognizione e bombardamento in territorio nemico sull'idroscalo di Trieste per la quale ricevette un encomio solenne, trasformato poi in una seconda Medaglia di bronzo al valor militare, da parte del comando della 3ª Armata; in particolare essi eseguirono il primo volo notturno italiano di ricognizione su Trieste, salutando dal cielo la città considerata allora irredenta, esponendo sotto il tiro dell'antiaerea tre lampade di colore verde, bianca e rossa, i colori della bandiera italiana.
Il 1º gennaio 1917 dispone di 11 piloti e 7 osservatori e l'11 febbraio svolgono un bombardamento notturno sugli stabilimenti del Lloyd Triestino di navigazione sganciando 3 bombe da 162 mm, 2 da 90 mm e 2 incendiarie.
Il 16 febbraio Fucini con a bordo l'osservatore De Carlo riuscì a riportare il suo Voisin alla base nonostante l'aereo fosse in fiamme dopo due combattimenti aerei, effettuando un atterraggio di emergenza a Monfalcone, nelle linee italiane.
In aprile dispone di 8 piloti tra cui il Ten. Umberto Gelmetti ed il 23 maggio 5 aerei tra cui vi era Luciano Bianchi con l'osservatore Gabriele D'Annunzio bombardano il Dosso Faiti.
In estate il comando passa al Cap. osservatore Giuseppe Gabbin rimanendo l'unica squadriglia sui Voisin.
Nell'ambito della Battaglia di Caporetto il 25 ottobre tutto il reparto va a bombardare Tolmino ma vengono attaccati da una Jagdstaffel di Albatros tedeschi che abbattono 3 Voisin tra cui quello di Gabbin e del Ten. Giuseppe Ciuffelli (figlio del ministro Augusto Ciuffelli).
L'aereo di Macchi, attardatosi per vedere gli esiti del bombardamento, fu attaccato da quattro caccia nemici che lo colpirono gravemente costringendo il Sergente pilota Pietro Molino ad effettuare un atterraggio d'emergenza dove egli rimase gravemente ferito. Per il fatto che, pur ferito in più parti del corpo Macchi si era spinto sull'ala dell'aereo per riparare i cavi del timone fu decorato “Motu proprio” dal Capo di stato maggiore del Regio Esercito, tenente generale Luigi Cadorna, di una terza Medaglia d'argento al valor militare.
Il comando quindi passa a al Cap. Giovanni Trompeo ma la squadriglia decimata era non operativa ed il 10 novembre viene sciolta.
Al 15 gennaio 1919 la nuova 25ª dispone di 12 Fiat R.2 a Cascina Pollone di Pontestura che nel 1922 è all'Aeroporto di Pisa-San Giusto e poi a Loreto.
Al 20 aprile 1919 era a Riva di Chieri con 15 Breguet Bre 14.

### Il dopoguerra ed Aviazione legionaria
Al 30 aprile 1927 era all'aeroporto di Loreto nel 67º Gruppo del 21º Stormo di Bologna sugli Ansaldo A.300 della Regia Aeronautica.
Nel 1929 disponeva di 7 IMAM Ro.1 ed il 10 settembre 1938 passa sugli IMAM Ro.37 bis.
La Squadriglia caccia venne costituita il 19 gennaio 1937 come 5ª Squadriglia nell'Aviazione Legionaria.
Nell'aprile 1937 fu formato il XVI Gruppo "Cucaracha" che comprendeva la 25ª Squadriglia (precedentemente 2ª Escuadrilla de Caza del Tercio) sui Fiat C.R.32 al comando del Capitano Armando François fino al 17 gennaio 1938 e che tra le sue file aveva il Sergente Maggiore Giovanni Accorsi. 
Quando il 6 luglio iniziò l'offensiva delle forze repubblicane su Brunete, la difesa aerea del fronte centrale fu sostenuta solo dalle due squadriglie di C.R.32 presenti nella zona a Torrijos (Toledo)-Barcience, la 19ª Squadriglia e la 20ª Squadriglia del XXIII Gruppo (23º Gruppo), al comando dal maggiore Andrea Zotti, cui si unì successivamente la 18ª Squadriglia. Tre giorni dopo arrivò a Torrijos-Barcience da Avila il XVI Gruppo con le sue tre squadriglie ed il Grupo 2-G-3 dell'Aviación Nacional al comando del capitano Joaquín García-Morato. François entro i giorno 18 aveva conseguito tre vittorie aeree accertate, a spese di altrettanti bombardieri leggeri Polikarpov R-Z, reclamando cinque vittorie individuali e due in collaborazione tra il 14 marzo e il 18 luglio 1937.
Dopo l'inizio dell'offensiva repubblicana in Aragona, avvenuta il 24 agosto, il comando nazionalista decise di rafforzare subito la difesa aerea del fronte d'Aragona inviando il XXIII Gruppo Caccia a Saragozza-Sanjurjo, seguito il giorno dopo dal XVI e dal Grupo 2-G-3 spagnolo.
Nel settembre 1939 va all'Aeroporto di Jesi.

### Seconda guerra mondiale
Al 10 giugno 1940 era a Jesi con 6 Ro.37 nel 67º Gruppo del 21º Stormo Osservazione Aerea per la 8ª Armata nell'Aviazione Ausiliaria per l'Esercito.
Il 28 ottobre 1940 nell'ambito della Campagna italiana di Grecia è in Albania nel 72º Gruppo O.A. dislocata a Corizza.
In dicembre viene trasferita all'Aeroporto di Tirana.
Nell'aprile 1941 vi facevano servizio il Maresciallo pilota Francesco Lojacono (militare) ed il Sottotenente osservatore Enrico Theodoli.
Nel mese di marzo 1943 la Squadriglia era nella Base aerea di Valona inquadrata nel LXI Gruppo in supporto alle truppe. Nel mese di agosto va all'Aeroporto di Scutari. 
All'8 settembre 1943 era nel LXI Gruppo Autonomo Osservazione Aerea con 3 Caproni Ca.311 all'Aeroporto di Scutari.